# Dieter Schubert (Ruderer)

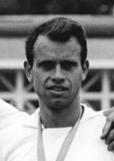
Dieter Schubert nach dem Gewinn der DDR-Meisterschaft 1969 im Vierer mit

Dieter Schubert (* 11. September 1943 in Pirna, Sachsen) ist ein ehemaliger deutscher Ruderer, der für die DDR 1968 und 1972 Olympiasieger in der Bootsklasse Vierer ohne Steuermann wurde. Mit mehrsitzigen Ruderbooten errang er weitere drei Goldmedaillen als Weltmeister und zwei Goldmedaillen als Europameister. Von 1966 bis 1972 gewann er somit lückenlos jedes Jahr eine Goldmedaille einer internationalen Meisterschaft.

## Leben
Dieter Schubert spielte bis zum Alter von 13 Jahren zunächst Handball und später Fußball. 1959 wechselte er zu den Ruderern seines damaligen Sportvereins Chemie Pirna.
Wenig später, noch als Jugendlicher, bildete er die Renngemeinschaft mit Frank Rühle, Dieter Grahn und Frank Forberger, die als Vierer ohne Steuermann des Sportklubs SC Einheit Dresden insgesamt elf Jahre unverändert Bestand hatte. Diese Bootsbesatzung gewann mit Ausnahme des Jahres 1969, als Frank Rühle erkrankte, von 1966 bis 1972 jedes Jahr die Goldmedaille des internationalen Jahreshöhepunktes. 1969 startete Dieter Schubert mit dem DDR-Achter und wurde Europameister.
Für ihren Olympiasieg 1968 wurde die Besatzung des Vierers zu DDR-Sportlern des Jahres gewählt. Darüber hinaus war Dieter Schubert der Fahnenträger der DDR bei der Schlussfeier der Olympischen Sommerspiele 1968 in Mexiko-Stadt.
Sein erster Medaillenerfolg in der DDR war Dieter Schubert im Jahr 1963 mit einem dritten Platz bei der DDR-Meisterschaft im Achter des SC Einheit Dresden gelungen.
Der Trainer von Dieter Schubert war Hans Eckstein.
Dieter Schubert ist gelernter Werkzeugmacher und wurde nach einem Sportstudium an der Sporthochschule DHfK beim SC Einheit Dresden Frauentrainer. Später arbeitete er als Sportlehrer an der Erich-Weinert-Oberschule (heute Grundschule Stadtmitte) in Radeberg und nach dem Ende der DDR als Versicherungsvertreter.

## Erfolge im Einzelnen
Ohne Angabe der Bootsklasse: Vierer ohne Steuermann
- 1963:
  - DDR-Meisterschaft, Platz 3 im Achter (SC Einheit Dresden)
- 1965:
  - DDR-Meisterschaft: Platz 1, Platz 2 im Achter (SC Einheit Dresden)
- 1966:
  - DDR-Meisterschaft, Platz 1
  - Weltmeisterschaft: Platz 1
- 1967:
  - DDR-Meisterschaft, Platz 1
  - Europameisterschaft, Platz 1
- 1968:
  - Olympische Spiele, Platz 1
  - DDR-Meisterschaft, Platz 1; Platz 1 im Achter (SC Einheit Dresden)
- 1969:
  - Europameisterschaft, Platz 1 im DDR-Achter
- 1970:
  - DDR-Meisterschaft, Platz 1; Platz 2 im Achter (SC Einheit Dresden)
  - Weltmeisterschaft: Platz 1
- 1971:
  - DDR-Meisterschaft, Platz 1
  - Europameisterschaft, Platz 1
- 1972:
  - Olympische Spiele, Platz 1

## Auszeichnungen (Auswahl)
- 1968: Vaterländischer Verdienstorden in Silber
- 1971: Stern der Völkerfreundschaft in Silber
- 1972: Vaterländischer Verdienstorden in Gold